# Syllophopsis
Syllophopsis (лат.) — род мелких по размеру муравьёв трибы Solenopsidini из подсемейства Myrmicinae (Formicidae). Около 30 видов

## Распространение
Встречается, главным образом в тропиках Южного полушария (кроме Южной Америки): Афротропика (включая Мадагаскар; большинство видов), Индия (1 вид), Юго-Восточная Азия, Австралия и Океания, Саудовская Аравия (2). В Северной Америке (Неарктика) известны два вероятно инвазивных вида (Syllophopsis sechellensis, S. subcoeca).

## Описание
Мелкие мономорфные муравьи, как правило менее 4 мм, жёлтого или светло-коричневого цвета. Усики 12-члениковые с 3-члениковой булавой. Глаза рабочих редуцированы до 1—2 оцеллий. Жвалы с 4—5 зубцами. Промезонотальный шов отсутствует. Стебелёк между грудью и брюшком состоит из двух члеников: петиолюса и постпетиолюса (последний четко отделен от брюшка), жало развито, куколки голые (без кокона).

## Систематика
Род был впервые выделен в 1915 году Феликсом Санчи в качестве подрода Monomorium. Syllophopsis включает, в том числе, все виды групп fossulatum и hildebrandti. Некоторые последующие авторы следовали этому обозначению, тогда как другие считали Syllophopsis отдельным родом. Еще одни авторы обозначили этих муравьев как принадлежащих к группе Monomorium fossulatum (например, Bolton 1987; Sharaf 2007) или группе Monomorium hildebrandti (например, Heterick 2006; Sharaf и Aldawood 2013). Ward с соавторами (2015) обозначили Syllophopsis как отдельный род. Однако недавние генетические анализы предполагают, что Syllophopsis в его нынешнем виде может быть полифилетическим, с двумя отдельными кладами: одна тесно связана с Monomorium, а другая тесно связана с недавно возрожденным родом Chelaner (Sparks et al. 2019). Необходима комплексная ревизия, охватывающая все названные таксоны Syllophopsis.

### Классификация
- Syllophopsis adiastolon (Heterick, 2006) (=Monomorium adiastolon Heterick, 2006)
- Syllophopsis aureorugosa (Heterick, 2006) (=Monomorium aureorugosum Heterick, 2006)
- Syllophopsis australica (Emery, 1886) (=Monomorium australe Emery, 1886, Ireneidris myops Donisthorpe, 1943, Monomorium talpa Emery, 1911)
- Syllophopsis cryptobia (Santschi, 1921) (=Monomorium cryptobium Santschi, 1921)
- Syllophopsis dentata (Sharaf, 2007) (=Monomorium dentatum)[9]
- Syllophopsis elgonensis (Santschi, 1935) (=Monomorium elgonense Santschi, 1935)
- Syllophopsis ferodens (Heterick, 2006) (=Monomorium ferodens Heterick, 2006)
- Syllophopsis fisheri (Heterick, 2006) (=Monomorium fisheri Heterick, 2006)
- Syllophopsis gongromos (Heterick, 2006) (=Monomorium gongromos Heterick, 2006)
- Syllophopsis hildebrandti (Forel, 1892) (=Monomorium hildebrandti Forel, 1892)
- Syllophopsis infusca (Heterick, 2006) (=Monomorium infuscum Heterick, 2006)
- Syllophopsis jonesi (Arnold, 1952) (=Monomorium jonesi Arnold, 1952)
- Syllophopsis kondratieffi (Sharaf et Aldawood, 2013) (=Monomorium kondratieffi Sharaf et Aldawood, 2013)[11]
- Syllophopsis malamixta (Bolton, 1987) (=Monomorium malamixtum Bolton, 1987)
- Syllophopsis modesta (Santschi, 1914) (=Monomorium modestum Santschi, 1914)
- Syllophopsis peetersi Akbar, Bharti, Kanturski & Wachkoo, 2021[14]
- Syllophopsis saudiensis Aldawood, 2016[15]
- Syllophopsis sechellensis (Emery, 1894) (=Monomorium sechellense Emery, 1894, Monomorium fossulatum Emery, 1895)
- Syllophopsis sechellensis papuasiae  (Chapman & Capco, 1951)
- Syllophopsis sersalata (Bolton, 1987) (=Monomorium sersalatum Bolton, 1987)
- Syllophopsis subcoeca (Emery, 1894) (=Monomorium subcoecum Emery, 1894)
- Syllophopsis thrascolepta (Bolton, 1987) (=Monomorium thrascoleptum Bolton, 1987
- Syllophopsis vitiensis (Mann, 1921) (=Monomorium vitiense Mann, 1921)